# Прусіновиці (Опольське воєводство)
Прусіновиці (пол. Prusinowice) — село в Польщі, у гміні Пакославиці Ниського повіту Опольського воєводства.
Населення — 729 осіб (2011).
У 1975-1998 роках село належало до Опольського воєводства.

## Демографія
Демографічна структура станом на 31 березня 2011 року:
|          | Загалом | Допрацездатний вік | Працездатний вік | Постпрацездатний вік |
| -------- | ------- | ------------------ | ---------------- | -------------------- |
| Чоловіки | 369     | 72                 | 258              | 39                   |
| Жінки    | 360     | 67                 | 213              | 80                   |
| Разом    | 729     | 139                | 471              | 119                  |